# Jastrząb (województwo śląskie)
Jastrząb – wieś w Polsce położona w województwie śląskim, w powiecie myszkowskim, w gminie Poraj.
W latach 1954–1959 wieś należała i była siedzibą władz gromady Jastrząb, po jej zniesieniu w gromadzie Choroń. W latach 1975–1998 miejscowość administracyjnie należała do województwa częstochowskiego. W pobliżu wsi przepływa struga Czarka, lewy dopływ Warty.

## Historia
Wieś leży w Częstochowskim Obszarze Rudonośnym. W 1836 roku uruchomiona została kopalnia rud żelaza "Kamienica Polska" leżąca pomiędzy Jastrzębiem a Kamienicą Polską. W latach 1903–1918 znajdowała się w Jastrzębiu podziemna kopalnia rud żelaza "Józef", w latach 1911–1924 kopalnia "Wiesława", w latach 1916–1918 kopalnia "Piotr I". Kopalnie należały do firmy "Modrzejów-Hantke" Zakłady Górniczo Hutnicze S.A. w Konopiskach. 
W latach 1922–1924 otworzono Publiczną Szkołę Podstawową w Jastrzębiu, a w 1926 r. wybudowano budynek szkoły. W 1936 r. szkołę rozbudowano. 3 września 1939 r. do wsi wkroczyły wojska niemieckie. Szkoła podstawowa była otwarta od 2 listopada 1939 r. do 20 lipca 1940 oraz od 2 maja 1942 r. Naukę organizowano również w tzw. "tajnych kompletach". 
16 stycznia 1945 r. Niemcy opuścili gminę Poraj, a 19 stycznia do Jastrzębia wkroczyli żołnierze Armii Czerwonej.
W latach 50. XX wieku kopalnie: "Wojciech", "Kamienica Polska, "Piotr", "Józef", "Aleksander" i "Wiesława" znajdowały się w rejonie Borek i podlegały przedsiębiorstwu Kopalnia Rud Żelaza "Osiny" z siedzibą w Borku.
W 1964 r. oddano do użytku nowy budynek Szkoły Podstawowej im. Kazimierza Wielkiego.

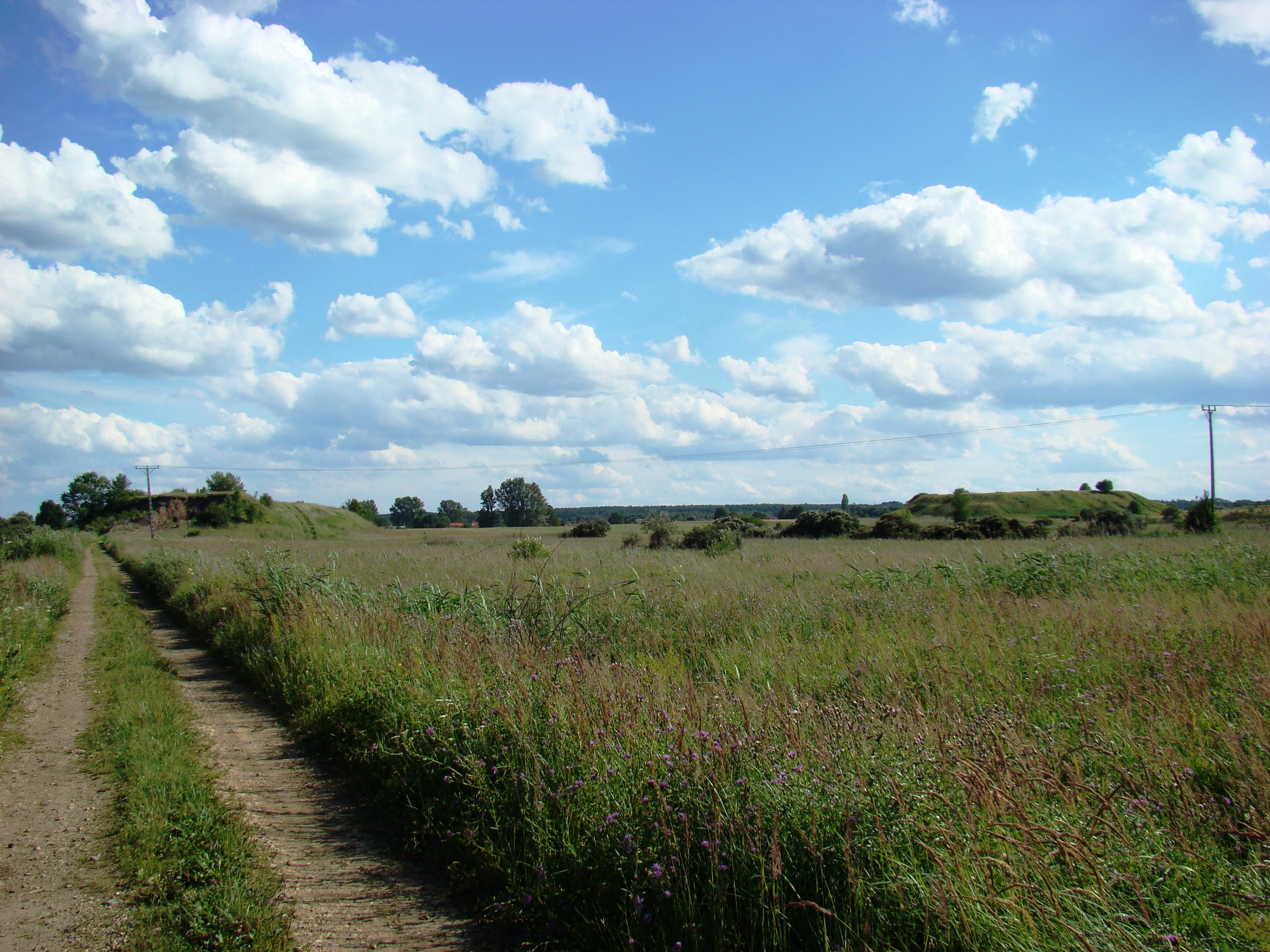
Hałdy po dwóch kopalniach rud żelaza:Józef (po lewej) i Piotr w Jastrzębiu

## Parafia rzymskokatolicka
19 stycznia 1985 roku powstała rzymskokatolicka parafia w Jastrzębiu, poprzez wydzielenie z parafii Najświętszego Serca Pana Jezusa w Poraju oraz parafii św. Michała Archanioła w Kamienicy Polskiej. Erygowana została przez arcybiskupa Stanisława Nowaka.